# ジョン・モロ
ジョン・モロ（John Mollo, 1931年3月18日 - 2017年10月25日 ）は、イングランドの衣裳デザイナーである。『スター・ウォーズ』シリーズへの参加で知られ、アカデミー衣裳デザイン賞を2度受賞した。

## 生い立ちとキャリア
ロンドンで生まれる。兄はプロダクションデザインなどで知られるアンドリュー・モロである。
幼少の頃よりヨーロッパやアメリカの軍服に興味を抱き、それに関する書籍もいくつか執筆した。1968年の『遥かなる戦場』でアドバイザーを務めたのが初めての映画の仕事であった。1977年のジョージ・ルーカス監督作『スター・ウォーズ』で初めて衣裳デザイナーを務めた。

## 主なフィルモグラフィ
- スター・ウォーズ Star Wars (1977)[4]
- エイリアン Alien (1979)[4]
- スター・ウォーズ/帝国の逆襲 The Empire Strikes Back (1980)[4]
- アウトランド Outland (1981) [4]
- ガンジー Gandhi (1982)[4]
- 影の私刑 The Lords of Discipline (1983)[4]
- グレイストーク -類人猿の王者- ターザンの伝説 Greystoke: The Legend of Tarzan, Lord of the Apes (1984)[4]
- キング・ダビデ/愛と闘いの伝説 King David (1985)[4]
- レボリューション・めぐり逢い Revolution (1985)[4]
- 遠い夜明け Cry Freedom (1987)[4]
- ハンナ・セネシュ Hanna's War (1988)[4]
- ホワイトハンター ブラックハート White Hunter Black Heart (1990)[4]
- エア★アメリカ Air America (1990)[4]
- チャーリー Chaplin (1992)[4]
- 三銃士 The Three Musketeers (1993)[4]
- ジャングル・ブック The Jungle Book (1994)[4]
- イベント・ホライゾン Event Horizon (1997)[4]

## 受賞とノミネート
| 賞           | 年     | 部門           | 作品名           | 結果 |
| ------------ | ------ | -------------- | ---------------- | ---- |
| アカデミー賞 | 1977年 | 衣裳デザイン賞 | スター・ウォーズ | 受賞 |
| アカデミー賞 | 1982年 | 衣裳デザイン賞 | ガンジー         | 受賞 |